# シルヴィア・チャン
シルヴィア・チャン（張 艾嘉、Sylvia Chang、1953年7月21日 - ）は台湾出身の女優、映画監督。

## 経歴
嘉義県大林鎮空軍眷村出身。本籍は山西省五台県。父・張文莊は空軍将校だったが、1954年（56年とも）、フィリピンにて航空機が墜落し死亡した。母方の祖父・魏景蒙は中央通訊社社長や行政院新聞局長、蔣経国時代の総統府国策顧問を務めた人物である。
1976年に『碧雲天』で第13回金馬奨の最優秀助演女優賞、1981年に『我的爺爺』で第18回最優秀主演女優賞、1986年に『最愛』で第23回最優秀主演女優賞を受賞している。また、1987年に『最愛』で、2002年に『地久天長』で、第6回と第21回の香港電影金像奨最優秀主演女優賞を受賞している。
1995年に脚本と監督を務めた映画『少女シャオユー』は第40回アジア太平洋映画祭最優秀作品賞と最優秀脚本をダブル受賞している。1999年の監督作『君のいた永遠(とき)』は香港電影金像奨最優秀脚本賞を受賞している。
歌手として活躍していた時期もあり、1985年7月にファーストアルバム『忙与盲』が発売となり、当時の「台湾百大唱片（台湾レコード・ベスト100）」に選ばれた。1992年のアルバム『愛的代価』に収録された表題曲は中華圏全域で大ヒットし、いまでも数々のシンガーによりカバーされる名曲中の名曲である。

## 出演作品
- いれずみドラゴン 嵐の決斗 (1973)
- 山中傳奇 (1979)
- 特別奇襲戦隊Z (1980)
- ジャスミンの花 (1980)
- 悪漢探偵 (1982)
- 殺しのストッキング (1982)
- 海辺の一日 (1983)
- 悪漢探偵2 (1983)
- 皇帝密使 (1984)
- 上海ブルース (1984)
- 十福星 (1986)
- スペクターX (1986)
- 開心物語 ときめき美少女隊 (1987)
- ホンコン・フライド・ムービー (1988)
- 過ぎゆく時の中で (1989)
- フルムーン・イン・ニューヨーク (1989)
- ゴールデン・ガイ (1990)
- 夢はるか (1992)
- ツイン・ドラゴン (1992)
- つきせぬ想い (1993)
- 恋人たちの食卓 (1994)
- レッド・バイオリン (1998)
- ライス・ラプソディ (2005)
- 呉清源〜極みの棋譜〜 (2006)
- ブッダ・マウンテン 〜希望と祈りの旅（原題：観音山） (2010)
- 香港、華麗なるオフィス・ライフ (2015)
- 山河ノスタルジア (2015)
- ロングデイズ・ジャーニー この夜の涯てへ (2018)
- 夕霧花園 (2019)
- 燈火（ネオン）は消えず (2022)

## 監督・製作作品
- 舊夢不須記 (1978)　初監督
- 果てぬ想い 醒夢季節 (1992)　監督
- 少女シャオユー (1995)　監督兼出演
- 美少年の恋 (1998)　製作
- 君のいた永遠(とき) (1999)　監督兼出演
- プリンセスD (2002)　監督
- 20.30.40の恋 (2004)　監督兼出演
- 念念  (2015)　監督
- 妻の愛、娘の時（原題：相愛相親） (2018)　監督兼出演（2017年台湾金馬奨監督賞受賞作品）